# Zimowe Igrzyska Olimpijskie 1964

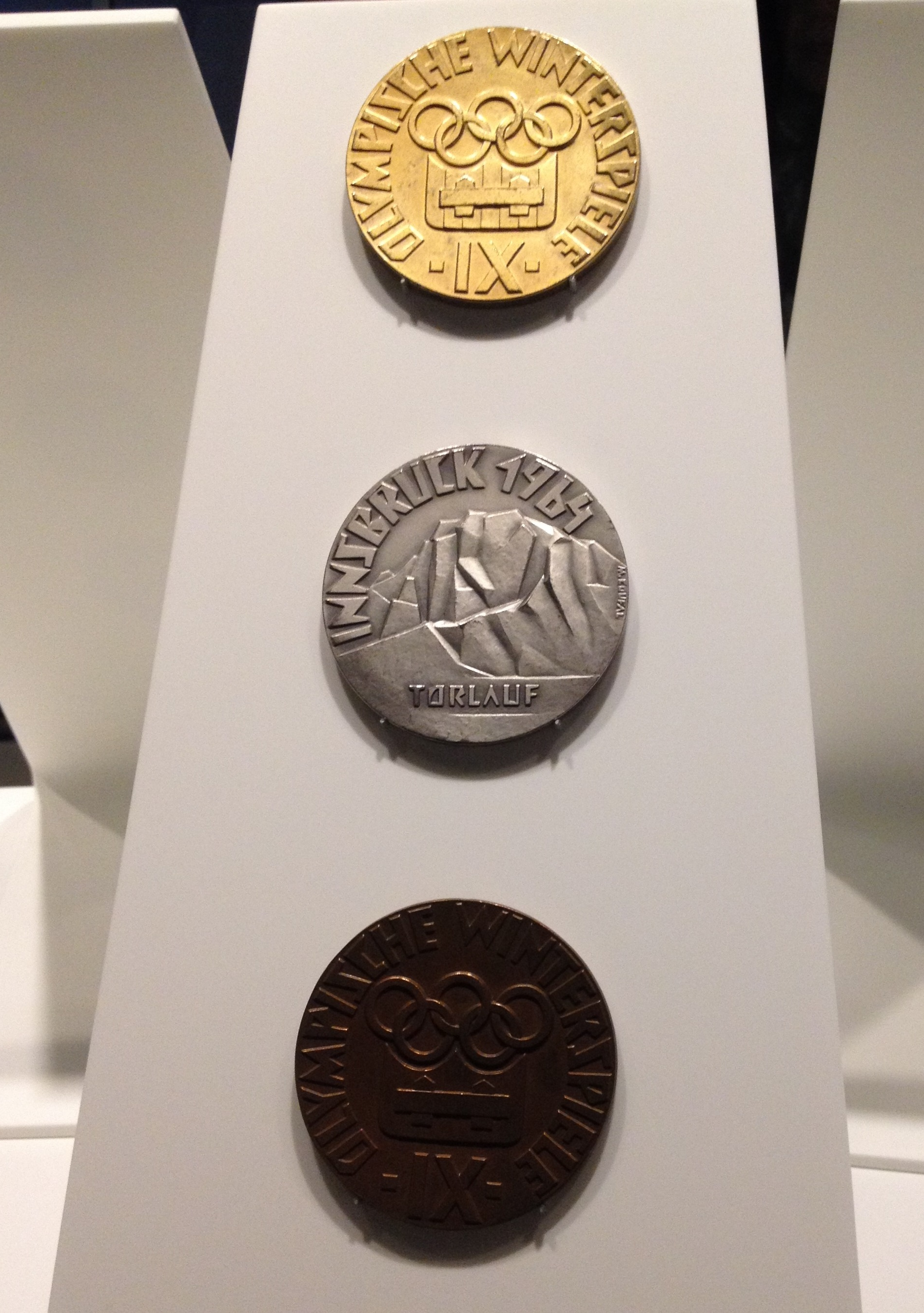
Medale z Igrzysk

IX Zimowe Igrzyska Olimpijskie odbyły się w Innsbrucku w 1964 roku.
Organizatorzy natrafili na wyjątkowo nieprzychylną aurę; aby rozegrać konkurencję narciarskie zmuszeni byli do przetransportowania ogromnych ilości śniegu z górnych partii Alp. Ekipy NRD i RFN wystawiły wspólną reprezentację. Na igrzyskach w Innsbrucku zadebiutowały reprezentacje Indii, Mongolii i Korei Północnej. Do programu igrzysk powróciły bobsleje, a po raz pierwszy odbyły się zawody w saneczkarstwie, wprowadzono również nowe konkurencje narciarskie (m.in. dwa konkursy skoków na dużej i średniej skoczni).
Podczas przygotowań do igrzysk śmiertelne wypadki odnieśli na treningach brytyjski saneczkarz polskiego pochodzenia Kazimierz Skrzypecki i australijski narciarz alpejski Ross Milne. Obaj został uczczeni minutą podczas ceremonii otwarcia ZIO 1964 w Innsbrucku 29 stycznia 1964.

## Dyscypliny olimpijskie
- biathlon
- bobsleje
- Curling bawarski (sport pokazowy)
- hokej
- łyżwiarstwo
  - łyżwiarstwo figurowe
  - łyżwiarstwo szybkie
- narciarstwo
  - narciarstwo alpejskie
  - narciarstwo klasyczne
    - biegi narciarskie
    - skoki narciarskie
    - kombinacja norweska
- saneczkarstwo

## Państwa uczestniczące
| - Argentyna - Australia - Austria - Belgia - Bułgaria - Chile - Czechosłowacja - Dania - Finlandia - Francja - Grecja - Hiszpania - Holandia - Indie - Iran - Islandia - Japonia - Jugosławia |  | - Kanada - Korea Południowa - Korea Północna - Liban - Liechtenstein - Mongolia - Niemcy - Norwegia - Polska - Rumunia - Stany Zjednoczone - Szwajcaria - Szwecja - Turcja - Węgry - Wielka Brytania - Włochy - ZSRR |

Na igrzyskach w Innsbrucku zadebiutowały reprezentacje Indii, Mongolii i Korei Północnej

## Wyniki
| - biathlon - biegi narciarskie - bobsleje - hokej na lodzie - kombinacja norweska |  | - łyżwiarstwo figurowe - łyżwiarstwo szybkie - narciarstwo alpejskie - saneczkarstwo - skoki narciarskie |

### Dyscyplina pokazowa
- Curling bawarski

## Statystyka medalowa
| Klasyfikacja medalowa |                   |       |        |      |       |
| Lp.                   | Państwo           | złoto | srebro | brąz | razem |
| 1                     | ZSRR              | 11    | 8      | 6    | 25    |
| 2                     | Austria           | 4     | 5      | 3    | 12    |
| 3                     | Norwegia          | 3     | 6      | 6    | 15    |
| 4                     | Finlandia         | 3     | 4      | 3    | 10    |
| 5                     | Francja           | 3     | 4      | 0    | 7     |
| 6                     | Niemcy            | 3     | 3      | 3    | 9     |
| 7                     | Szwecja           | 3     | 3      | 1    | 7     |
| 8                     | Stany Zjednoczone | 1     | 2      | 3    | 6     |
| 9                     | Holandia          | 1     | 1      | 0    | 2     |
| 10                    | Kanada            | 1     | 0      | 2    | 3     |

## Osiągnięcia reprezentacji Polski
| Osiągnięcia reprezentacji Polski | Osiągnięcia reprezentacji Polski | Osiągnięcia reprezentacji Polski        | Osiągnięcia reprezentacji Polski | Osiągnięcia reprezentacji Polski |
| dyscyplina                       | konkurencja                      | reprezentant                            | miejsce                          |                                  |
| -------------------------------- | -------------------------------- | --------------------------------------- | -------------------------------- | -------------------------------- |
| saneczkarstwo                    | jedynki kobiet                   | Irena Pawełczyk                         | 4.                               |                                  |
| saneczkarstwo                    | jedynki kobiet                   | Barbara Gorgoń-Flont                    | 5.                               |                                  |
| saneczkarstwo                    | dwójki mężczyzn                  | Lucjan Kudzia i Ryszard Pędrak          | 5.                               |                                  |
| saneczkarstwo                    | jedynki mężczyzn                 | Mieczysław Pawełkiewicz                 | 6.                               |                                  |
| biathlon                         | 20 km                            | Józef Rubiś                             | 6.                               |                                  |
| biegi narciarskie                | 3 × 5 km                         | sztafeta żeńska                         | 7.                               |                                  |
| saneczkarstwo                    | dwójki mężczyzn                  | Edward Fender i Mieczysław Pawełkiewicz | 7.                               |                                  |
| biegi narciarskie                | 4 × 10 km                        | sztafeta męska                          | 8.                               |                                  |
| saneczkarstwo                    | jedynki kobiet                   | Helena Macher                           | 8.                               |                                  |
| skoki narciarskie                | K90                              | Józef Przybyła                          | 9.                               |                                  |